# Szubtrópusok

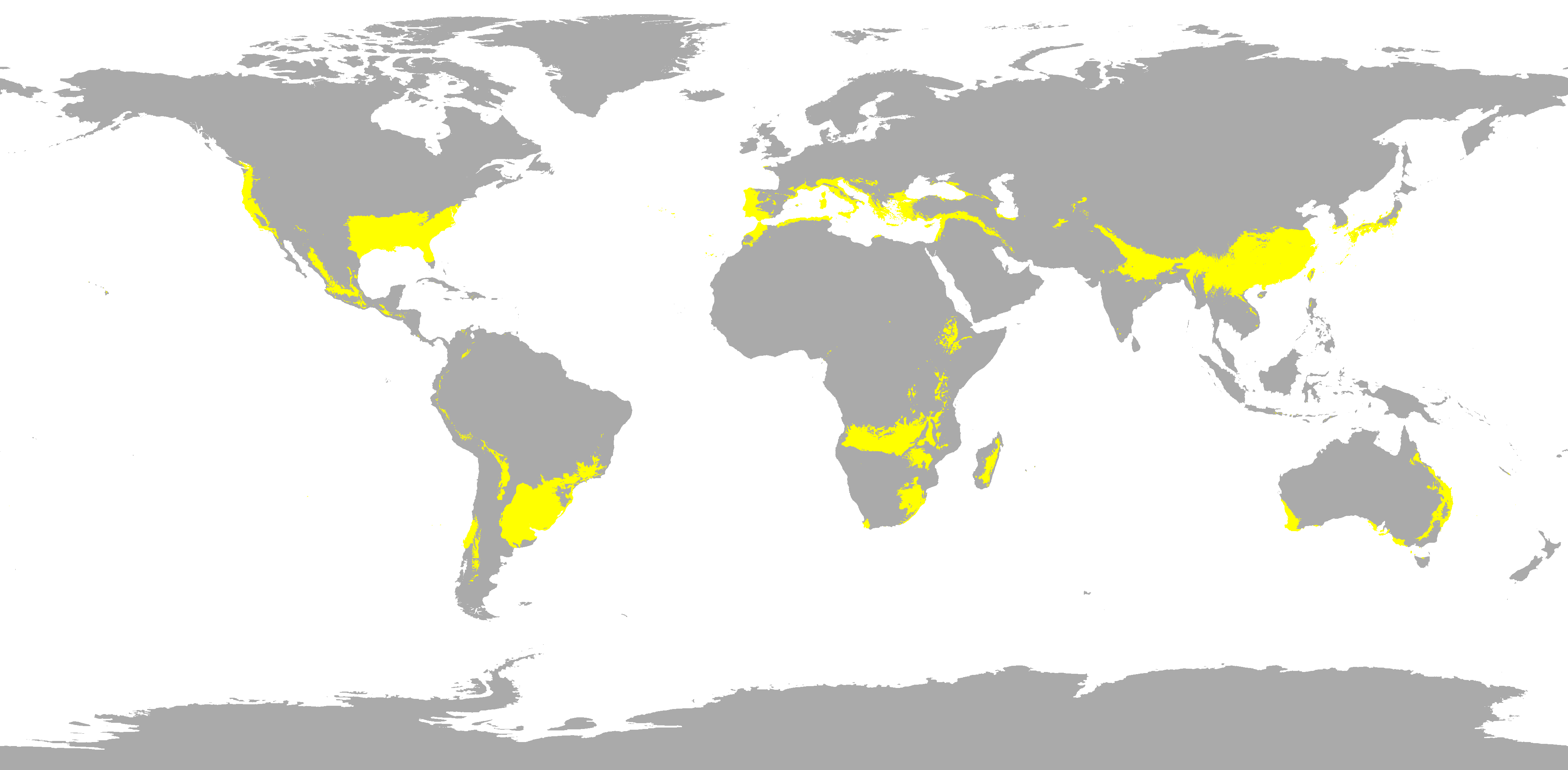
Szubtrópusok Köppen alapján

A meleg mérsékelt öv vagy szubtrópusok a Föld északi és déli féltekéjén a mérsékelt övnek a 23,5°-tól kb. a 40° szélességi fok közé eső része. Éghajlati viszonyait a trópusi hatások is alakítják. 
A szubtrópusi területek voltak az ókori társadalmi fejlődés bölcsői, és ma is sűrűn lakott térségek.

## Éghajlat
A szubtrópusok jellemző éghajlata a szubtrópusi éghajlat. Ennek két eltérő altípusát különböztetjük meg: a kontinensek nyugati oldalán a télen csapadékos mediterrán éghajlatot, a kontinensek keleti oldalán pedig a nyáron csapadékos szubtrópusi monszun éghajlatot. Az évi középhőmérséklet mindkét éghajlati területen (10–20 °C), de a monszunterületeken a tél jóval hidegebb lehet, mint a mediterrán vidékeken. A csapadék eloszlása mindkét esetben erősen ingadozó. Mindkét éghajlat Eurázsiában a legjellemzőbb. A mediterrán éghajlat többnyire csak kis területen alakul ki, mert a magasabb hegységek megakadályozzák, hogy mélyebben behatoljon a szárazföldek belsejébe. Legnagyobb kiterjedését a Földközi-tenger zárt medencéje körül éri el.
A szubtrópusok szárazföldi területeinek éghajlattípusai:
- Szubtrópusi éghajlat
  - Nedves szubtrópusi (monszun) éghajlat
  - Száraz szubtrópusi (mediterrán) éghajlat

ezenkívül helyenként előfordul:
- Trópusi éghajlat
  - Trópusi monszunéghajlat
  - Trópusi sztyeppéghajlat
  - Trópusi sivatagi éghajlat
- Mérsékelt éghajlat
  - Mérsékelt övi sztyeppéghajlat
  - Mérsékelt övi sivatagi éghajlat
  - Szárazföldi éghajlat
- Hegyvidéki éghajlat (Kína és Dél-Amerika hegységeiben)

A mediterrán éghajlat területét az Egyenlítő felé haladva a zonális sivatagok váltják fel, amelyekre már a trópusi sivatagi éghajlat jellemző.

## Élővilág

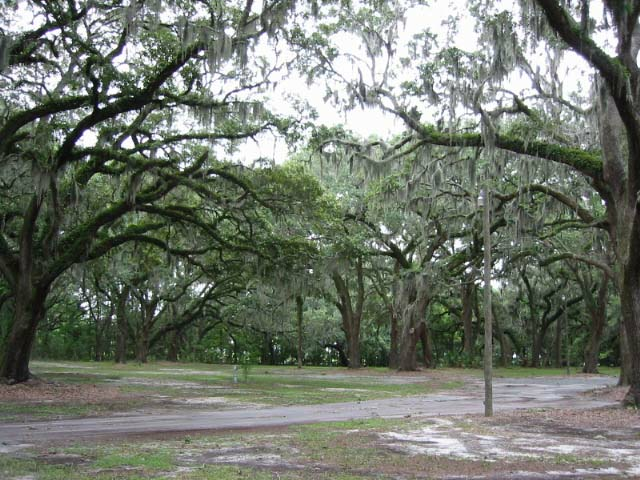
Szakállbromélia a tölgyfákon. Georgia (USA)

A szubtrópusok szárazföldi területeinek természetes biomjai:
- Mediterrán bioformáció
- Trópusi-szubtrópusi esőerdő
- Trópusi és szubtrópusi lombhullató erdő
- Trópusi-szubtrópusi tűlevelű erdő
- Trópusi-szubtrópusi füves puszta
- Mérsékelt övi füves puszta
- Mérsékelt övi lombhullató erdő
- Mangrove erdő
- Sivatagi bioformáció
- Alpesi bioformáció

## Lásd még
- Trópusok
- Éghajlat